# Johnny Armstrong
Johnny Armstrong (eigentlich John Armstrong; * 11. August 1977 in Lytham St Annes, England) ist ein in Deutschland aktiver britischer Stand-up-Comedian und Poetry-Slammer.

## Leben
Johnny Armstrong wurde 1977 in Lytham im Norden Englands geboren. Er machte 1996 sein Abitur in Blackpool und studierte anschließend Maschinenbau an der University of Edinburgh in Schottland. 2002 lernte er bei einem Intensivsprachkurs in Berlin die deutsche Sprache und arbeitete anschließend in Konstanz und seit 2004 in München. 2006 zog er nach Wales, wo er an der University of Glamorgan tätig war. 2008 begann er seine Karriere als Stand-up-Comedian in Großbritannien. Von 2012 bis 2013 arbeitete er als Mathematiklehrer in London und zog anschließend wieder nach Deutschland, wo er seine Comedykarriere fortsetzte. Auffällig ist vor allem seine Glatze, gepaart mit einem langen roten Vollbart, durch den er, wie er selbst beim RTL Comedy Grand Prix betonte, gleichzeitig wie ein Hooligan und ein Salafist aussieht. Seine Witze sind meist Wortspiele, voller Ironie und häufig sehr schwarz. Er ist seit 2014 im Fernsehen aktiv und dadurch bekannt. 2016 startete sein Soloprogramm Gnadenlos. Zudem ist er regelmäßig im Quatsch Comedy Club zu sehen. Zwischen 2013 und 2014 gewann er zahlreiche Poetry-Slams.

## TV-Auftritte
Auswahl
- 2014: NDR Comedy Contest (NDR)
- 2015: Der RTL Comedy Grand Prix 2015 (RTL)
- 2015: Bülent & seine Freunde (RTL)
- 2015: TV total (ProSieben)
- 2015: Fat Chicken Club (Tele 5)
- 2015: Schwarz Rot Pink (Sat.1)
- 2015: Comedy Tower (hr)
- 2016: NightWash (Einsfestival)
- 2016: Vereinsheim Schwabing (br)
- 2016: Studio Amani (ProSieben)
- 2016: NDR Talk Show (NDR)
- 2016: Comedy Champions (RTL II)
- 2017: NightWash (One)
- 2017: Karnevalskracher (ARD)
- 2017: Stand Up! (ProSieben Schweiz)
- 2017: HumorZone – die Gala (MDR)
- 2017: Quatsch Comedy Club (Sky 1)
- 2018: Grenzgänger (Puls 4)